# Compañía Balear de Automóviles

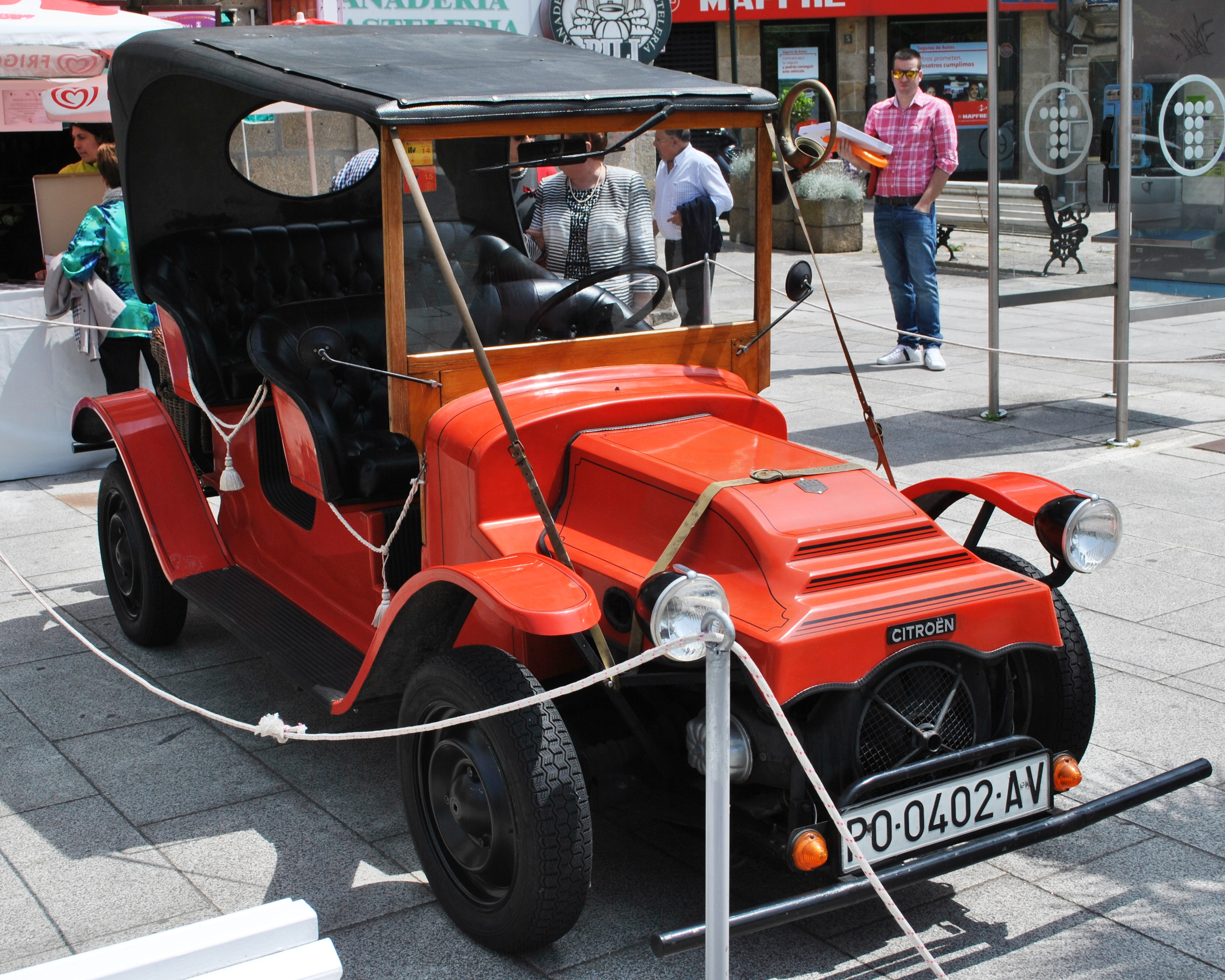
CBA Condesa

Compañía Balear de Automóviles war ein spanischer Hersteller von Automobilen.

## Unternehmensgeschichte
Der Schwede Thomas Wadström gründete 1982 in Palma de Mallorca das Unternehmen und begann mit der Produktion von Automobilen. Der Markenname lautete CBA. 1985 begann die Entwicklung von Elektroautos, daher wurde die Serienproduktion der bisherigen Modelle an Clásicos Canarios de Automóviles abgegeben. Außerdem erhielt Aboleiro aus Madrid eine Lizenz. Nach dem Tod von Thomas Wadström 1986 wurde das Unternehmen aufgelöst.

## Fahrzeuge
Das Unternehmen stellte Fahrzeuge her, die auf Fahrgestellen des Citroën 2 CV basierten, also über Zweizylindermotoren verfügten. Es gab die Modelle Condesa, Pick-up und Duquesa. Die Karosserien bestanden aus Kunststoff.